# 晋律
《晋律》又称《泰始律》，是晋朝的主要法律。
早在司马昭辅魏政时，已命贾充、羊祜、杜预、裴楷等人，参考汉律、魏律，修订律令。至晋武帝泰始三年（267年）完成，次年颁行全国。因颁行于泰始年间，故又称《泰始律》。杜预、张斐为《晋律》作注解，经晋武帝批准“诏班天下”，注与律文具有同等法律效力，因此又被称为“张杜律”。
《晋律》共20篇、620条、27600字。20篇分别是：刑名、法例、盗律、贼律、诈伪、请赇、告劾、捕律、系讯、断狱、杂律、户律、擅兴、毁亡、卫官、水火、厩律、关市、违制和诸侯。与晋律同时颁布并行的还有《晋令》40篇，《晋故事》30卷。